# Nemotelus cingulatus
Nemotelus cingulatus är en tvåvingeart som beskrevs av Dufour 1852. Nemotelus cingulatus ingår i släktet Nemotelus och familjen vapenflugor. Inga underarter finns listade i Catalogue of Life.